# Джим Грицюк
Джим Пі́тер Грицю́к (англ. Jim Peter Hrycuik; нар. 7 жовтня 1949, Ростерн, Саскачеван) — канадський хокеїст українського походження.

## Дитинство, коріння, початки в хокеї
Джим Пі́тер Грицюк народився в сім'ї українських емігрантів з Галичини в невеличкому містечку на північному сході провінції Саскачеван, яке розташоване майже в центрі Канади. Оскільки у містечку не було промисловості, уся надія покладалася, збільша, на аграрний сектор, менше, на лісорубство й лісопродукти. У ньому, життя його 500–800 жителів спливало більш-менш рівномірно, як у подібних таких містечках по світу. Джим відвідував місцеву початкову школу та, звичайно, займався на його вулицях (хокеєм) та іншими спортивними змаганнями, як і решта школярів.
Джим Грицюк, подорослішавши, почав доїздити до Саскатуна в середню школу, де краще і ближче познайомився з хокеєм. Він зігравав у різноманітних дитячо-юнацьких турнірах у складі різних команд Саскатуна: виділявся серед однолітків і завжди був у числі найкращих гравців. Йому пропонували грати в різних командах класом сильніше, проте, він мріяв про команду «Саскачеванські квакери» — тільки завжди виникали якісь певні спотикання на цьому шляху.
Щороку хокейна кар'єра Грицюка прямувала стрімко вгору: він не виділявся надто видатними якостями, але брав своєю працьовитістю та напором — і вповні відданості хокейній грі, що й часто призводило до травм, які згодом таки його й надщербили.

## Політ хокейної комети до столиці
Першим серйозним кроком Джима став переїзд до містечка Мус-Джо, віддаленого на кілометрів із 70 від провінційної столиці Реджайни. У цьому курортному містечку була хокейна команда «Мус-Джо Плей-Морс» (англ. Moose Jaw Pla-Mors), яка часто виступала під різними назвами в саскачеванських аматорських лігах.
Саме в 1970 році Джим Грицюк в віці 20 років дебютував у цій команді, яка зігравала хокейні матчі в «Саскачеванській молодіжній хокейній лізі» (англ. Saskatchewan Junior Hockey League). З ним грали Джордж Гунчак, ветеран команди та його перший ігровий наставник на майданчику, Браян Маклін, Майк (Микола) Шмір і Джім Літл, — і всі вони відмічали молоду перспективну зірку цієї команди Джима Грицюка. Турнірними здобутками ця команда тоді не змогла гордитися, але молодий хлопчина запамятався багатьом: саме в іграх команди його запримітили тренера скаути з провінційної столиці, унаслідок чого й посипались на його адресу запрошення в різні хокейні колективи Реджайни.

### перша його столиця
Із усіх запропонованих йому хокейних клубів Джим вибрав команду з давньою історією: «Реджайна Кепіталс» (англ. Regina Capitals; скорочено: «Regina Caps» — «Реджайна Кепс»), — команду котра після закриття однієї з найбільших аматорських ліг Сходу, ввійшла в «Хокейну лігу Прерій» (англ. Prairie Hockey League). Тільки доля чекала цю команду, та ж сама, як й її лігу (в кінці року ліга самоліквідувалася, як і команда «столичних»). Та це не завадило Грицюку та його кар'єрі — найкращий гравець колективу багатьом подобався, він став лідером колективу. Джим легко влився в колектив з відомими тоді в Саскачвані Джері Жимяком, Глен Івсон, Даґ Ґросс на воротах Петро Стеніґ й добився найкращих результатів (набравши найбільшу кількість голів, передач та очок в своєму колективі).
У 1972 році Джим усвідомлено перейшов на професійні рейки, як хокеїст — і вдало поєднував гру в хокей з роботою на різних підприємствах.

### його «комета» і перший трофей
Переїзд до Форт-Вейн був значною віхою в житті Джима: до того часу вирушав він за межі провінції, чи навіть — Канади рідко. Саме тоді життя в США бурлило як в економічному, так й в спортивному плані — і в команд доволі часто знаходилисяспонсори: коли команда ще й виступала на доволі пристойному рівні (Міжнародна Ліга Хокею вважалася третьою на північноамериканському континенті за значустістю) у неї завжди находилися необхідні кошти на придбання нових талантів з Канади, а згодом вміло, перепродуючи їх до клубів сильніших, знову замінювали їх молодшими. Оскільки ротація молодих талантів відбувалася щороку, за такою схемою й попав Джим Грицюк до команди із тридесятка світової ієрархії — з давніми традиціями й відданими прихильниками.
Загалом переїзд до штату Індіана для Джима заладився, атмосфера в стотисячному містечку — й другому по величині в штаті — його зворушувала, ще б пак, ця напівпрофесійна команда була улюбленим колективом міста. Досвідчені тренери оцінили здібності молодого хокеїста та, володіючи значними навичками в розкритті талантів, вони потроху вводили його в основний склад команди. З часом Джим призвичаївся до фізичних навантажень, ігрової манери та особливостей ігор в напівпрофесійних командах (досі в нижчих лігах йому доводилося проводити за сезон 30-40 ігор — а тут зразу вдвічі більше), він провів третину ігор регулярного сезону за свою команду. Особливо йому вдалася кінцівка сезону 1972–1973 років: найкращий результат своєї команди в кількості забитих шайб за гру. Такими здобутками він і сприяв переможній ході команди, яка перемогла в південній конференції й впевнено входила в серії плей-офф.
Слід відмітити, що в цьому ж сезоні Джим встиг ще засвітитися і в Американській Хокейній Лізі, коли його на деякий час відправили до містечка Герші в Пенсильванії — там до славнозвісної команди «шоколадних ведмедів». Оскільки тоді в «ведмедів» тільки формувався колектив, та команда почувалася невпевнено в атакуючій лінії, тому й завдяки сприятливим відносинам генеральних менеджерів обидвох клубів, кілька гравців «комети» вирушило на підмогу «шоколадним».
Для Петра це було щось неймовірне (коли він за рік зіграв в двох найсильніших хокейних лігах континенту): з кінцем сезону таке напруження в перемішку з емоційним вибухом, підживленим переповненими трибунами, спонукали юнака до сподвижництва. Він провів усі 9 ігор серій плей-офф — і його команда здобула незаперечні перемоги. Спочатку в півфінальній серії з сумарним рахунком ігор 4-1 перемогли команду «Флінт Дженералс» (англ. Flint Generals), а потім у фінальній серії розбили в чотирьох іграх «Порт-Гурон Вінгс»(англ. Port Huron Wings), тим почетніша була перемога над фарм-клубом «детройтських крил».
Таким чином Кубок Джозефа Тернера (англ. Joseph Turner Memorial Cup) в сезоні 1972–1973 років поїхав до затишного містечка Форт-Вейн штату Індіана на радість усім жителям тієї округи.
Ще одним тріумфатором того сезону став й Джим Грицюк, котрий на одному диханні провів цю серію, забивши найбільшу кількість шайб в колективі — за дев'ять ігор 7 шайб й 5 результативних передач. Один з найкращих результатів у доленосній для Джима серії ігор призвів до визнання його найкращим новачком команди в сезоні. Наслідки цього не забарилися: провідні скаути команд НХЛ запримітили його й засилали своїх гінців до Індіани. Генеральний менеджер Кен Улліот з бізнес-партнером Коліном Лестером, розуміли, що так не може довго тривати, тому разом з тренерами Марком Було та Террі Рейнке вони переконали таки Джима пристати на пропозицію від команди з містечка Герші, тим більше, що він уже там себе спробував й зарекомендувався з найкращої сторони. Грицюку, котрий сподобив собі це містечко та атмосферу в команді, було важко залишати місцину, де він починав обживатися й добився зразу своїх перших гучних спортивних успіхів. Тепер йому на згадку будуть уроки хокею від Річарда Байлона, Террі Пемброка, Марка Бойля, Робі Айрона та особливо співвітчизника-українця та лідера команди Діна Шеремети, з яким вони разом й подалися з Міжнародної Ліги Хокею (англ. International Hockey League) підкоряти більші хокейні вершини.П

### Підкорення АХЛ в столиці шоколаду
Спершу Джим-Петро Грицюк попав на «Гершіпарк Арена» під час контрольних передсезонних зборів, оскільки вже довгий час менеджмент команди з Індіани вів плідну співпрацю з керівництвом пенсильванської гокейної дружини. Він ще тоді сподобався тренерам «ведмедів» і за деякий час Артур Вайтман таки переконав Террі Рейнке в необхідності стажування молодого українського канадійця. Таким чином в Петровій кар'єрі з'явилася нова сторінка — тепер він виступає в найсильнішій хокейній лізі світу, тоді ще американська ліга лише в деяких організаційних елементах поступалася національній й між ними йшла ще та, конкурентна боротьба за спонсорів та телебачення.
Але Джим не переймався цим, адже чи міг він ще 3 роки тому уявити, що гратиме на такому рівні, тому віддавав себе усього, не зважаючи на синці, травми та значну фізичну напругу. Це й оцінили вболівальники «шоколадної столиці». Вони поправу вважали, що можливо Джима їм й не вистачило в серії плей-офф в тому 1972–1973 сезоні, коли їхня команда зазнала прикрої поразки в першому раунді від «Вірджинії Вінгз» (Virginia Wings) в останній грі фінальної серії. Символічно, що коли Джим разом з «кометою» тріумфально перемагав один фарм-клуб «детройтських крил», друга дочірня «крилата команда» сенсаційно вибила фаворита Американської хокейної ліги. Зрештою, перші кроки Джима в Герші не були таки «шоколадними» — впевнена й змістовна гра молодого новачка отримувала хорошу пресу в Пенсільванії, але «гірчинкою» була реалізація (в 36 іграх — тільки 3 забитих шайби й 7 голевих передач), на відміну від результатів в Форт-Вейні. Головний тренер Френк Мазерс жалкував, що команді не вистачило молодості й задору, як було наприкінці 60-х.
Саме тому власник «шоколадної команди» Ллойд Блінко вирішив в 1973 році омолодити склад й видав карт-бланш молодому тренеру, ще недавно гравцю «ведмедів» та легенді клубу — Чакові Гамільтону. Більш як третина гравців команди були новачками, а ще одна частина з тих що приєдналися до клубу в попередньому сезоні. Серед цих гокеїстів був новачок й водночас не новачок Джим Грицюк — тепер уже повноцінний гравець «Герші Берс», команди з історією та традиціями, однієї з найстаріших й титулованіших в лізі. Тренеру Чаку вдалося уміло поєднати агресію й задор молодого покоління та досвід старожилів клубу. Команда, на яку завжди ходили «шоколадні громадяни», заповнюючи «шоколадну арену», щоб натхненно підтримати своїх «шоколадних ведмедів» й віддячила своїм прихильникам.
Хокейний сезон в містечку Герші в столичному полісі штату Пенсильванія, розпочався виставковими передсезонними іграми, де місцева команда зустрічалася з командами з різних ліг, частіше це були команди з НХЛ, особливо виділявся в цих іграх Джим-Петро Грицюк. Він, натхненний перемогою в ІХЛ лізі, нарівні з ветеранами команди Ральфом Келлером та Даном Руппом повів команду за собою й за деякий час став справжнім лідером колективу. Вони на одному диханні провели весь сезон й успішно ввійшли в серію плей-офф. Завдяки попередньому стажуванні в цьому колективі Джим досить швидко влився до колективу й провів 74 гри за цей сезон(лише дві пропустив), а в фінальних серіях жодну гру не пропустив. «Шоколадна команда» дуже впевнено пройшла той шлях — зігравши в кожній з серій не більше 5 ігор (до 4 перемог), перемігши, по-чергово, «Цинцинаті Сводс» (Cincinnati Swords), «Балтимор Кліпперс» (Baltimore Clippers), а в фіналі «Провіденс Редс» (Providence Reds).
Хоча в фіналі їм протистояла не така титулована команда, але таки прийшлося попотіти щоб зламати в 5 іграх мобільний й ешелонований захист «лисиць з Провіденса», зігравши аж тричі в овертаймах. Але тепер саме сплав досвіду в особах Ральфа Келлера, Робіна Банса, Дана Руппа та Боба Джонсона й молодості в особах Айвон Лабре, Дона Селінга, Джека Лінча, Рона Джонеса, Гаджа Гайвея й Джима Пірсона. Але найбільше виділялася ціла плеяда вихідців українців, котра відігравала найбільшу роль в цьому колективі. Головні позиції в команді за різними параметрами займали Дін Шеремета, Стів Андійчук, Деніс Овчар, Генк Новак і особливо два молодих таланти й лідери всієї команди — Джим-Петро Грицюк (23 роки), Террі-Тарас Івасюк (19 років наймолодший в команді). Джим став найкращим у своїй команді по очковому доробку, голевих передачах, в числі найкращих голеадорів та провівши найбільшу кількість ігор й завоював щиру, не приховану любов публіки та повагу суперників й заслужено підняв в травні 1974 року над головою головний трофей Американської хокейної Ліги — Кубок Колдера.

### Третя столиця-столиць
В 1974 році в хокейному світовому середовищі відбулися водночас дві визначальні події. Спочатку відбулася хокейна революція, коли Всесвітня Асоціація хокею (ВАХ) за кілька років потроху підбиралася до Національної хокейної ліги (НХЛ), а саме в цьому році запропонувала для гокеїстів Північної Америки надто привабливі умови, від яких тим нічого не залишалося як погодитися на ті пропозиції (маючи на меті контрактні та фінансові покращення й страхування) та задекларувати участь в їхній спортивній лізі. Звичайно, з такою ситуацією не могли погодитися власники клубів в НХЛ (адже це означало втрату значних рекламних та фінансових дивідендів та навіть можливість закриття ліги), тому ними були запропоновані контрзаходи — вони вдосконалили контрактну систему (де враховувалися інтереси самих гравців), погодилися на обов'язкове страхування гокеїстів, вдосконалили драфтову систему, а на додачу, щоб вибити вільний людський ресурс з-під ВАХ було погоджено значне розширення команд учасників регулярних сезонів Національної хокейної ліги. Такі кардинальні дії дуже посприяли в розвитку гокею.
Цією ситуацією скористалися декілька впливових магнатів-фінансистів, котрі заявили свої гокейні команди в лізі. Одним з таких був вашингтонський будівельний магнат-фінансист, котрий роком раніше збудував в Вашингтоні велику криту спортивну арену, на якій грала відома баскетбольна команда, якою він же володів. Тому надалі для ефективного її використання Абель Поллін прикупив ще хокейну франшизу та зорганізував хокейну команду в Вашингтоні. Саме за такої оказії (розширення ліги) й приурочили відкриття найсучаснішої (на той час) спортивної споруди, з телевізійними табло-екранами, комфортабельними сервісними умовами та зручними місцями для глядачів. За масштабністю будови, власник клубу випустив головний пункт — формацію команди, оскільки в більшості випадках викуповували за кілька років наперед франшизу, разом з командою й підготовлювали її, обігруючи в різних турнірах чи лігах. Але Абель Поллін, здавалося не переймався так тим, він володів фінансовим ресурсом. Тому з весни 1974 року йому прийшлося в спішному порядку набирати гокеїстів до своєї команди, цю функцію він доручив молодому генеральному менеджеру, колись дуже відомому гравцеві НХЛ та бостонської легенди — Мілта Шмідта. В спішному порядку зібрані гравці (здебільшого з АХЛ та ІХЛ) пройшли кілька передсезонних зборів й очікували свого старту в Національній хокейній лізі.
Джим-Петро Грицюк цими організаційними та структурними питаннями не переймався, оскільки після такого успішного сезону в «шоколадній столиці» в одного з найкращих новачків та гравців Американської хокейної ліги було доволі багато пропозицій. Одна краща за іншу, від старожилів НХЛ, до команд, що претендували на розширення та щей від представників ВХЛ спокусливі пропозиції.
За таких обставин йому посприяли теплі відносини в колективі «ведмедів», котрі на той час завели плідну співпрацю з майбутнім новачком НХЛ «Вашингтон Кепіталс» та по рекомендації керівництва клубу частина перспективних гравців з Герші намірилася перебратися до столиці Америки. Джим також приєднався до цього товариства, вважаючи, що так буде легше влитися в новий колектив, та ще й нові фінансові пропозиції та побутові стимули спонукали його до такого рішення (навіть незважаючи, що новачок ліги лише півроку як зібрав відповідних гокеїстів й лише потім почав награвати склад). Побувавши на першому передсезонному зборі команди, він переконався, що в нього значні шанси серед 54 виконавців закріпитися в основі команди, та робота з таким відомим фахівцем й хокеїстом, як Мілт Шмідт, переконали Грицюка залишитися в Вашингтоні та обумовити всі нюанси контракту.
Ще чотири роки тому простий канадський хлопчина з сім'ї українських емігрантів навіть не мріяв, що гратиме в Національній хокейній лізі. А реальність така. 1974 рік — Джим-Петро Грицюк стоятиме перед двадцятьма тисячами глядачів в найкращому спортивному центрі світу в столиці світу Вашингтоні і йому рукоплескатиме столична публіка й насолоджуватиметься його грою.
9 жовтня 1974 року в приміському селищі Лендове штату Меріленд на лід «Кепітейл Центр» (Capital Centre) перед очима 20 тисяч вболівальників та численної кількості телеглядачів (трансляції тоді були рідкісними) постала нова хокейна дружина — «Вашингтон Кепіталс», їм протистояв переможець Кубка Стенлі річної давності «Нью-Йорк Рейнджерс». Це була перша офіційна гра Джима Грицюка в НХЛ — найзнаковіша в його хокейній кар'єрі. На його долю випало стати першим голеадором з першою в усій історії існування цієї команди забитою шайбою. Хоч команда далі зазнала в цій грі поразки, але в аннали історії цієї команди буде завжди вписане його прізвище.
Центральний нападник команди Джим-Петро Грицюк в першому періоді в першій же своїй зміні на льоду на 5:06 хвилині забив шайбу в ворота «рейнджерів». Спершу Грицюк, отримавши шайбу від ветерана-захисника Рода Сейлінґа і накотився в зону нью-йоркців та перевів шайбу Дейву Крискову на його фланг. Коли ж самотнній захисник «рейнджерс» (Жиль Мейротт) перемістився щоб заблокувати флангового Крискова, Грицюк у відповідь накотився до воріт і вчасно підставив ключку під простріл з флангу й шайба залетіла в ворота майбутнього тріумфатора Зали Слави Хокею — Едді Джьякоміно — «столичні» тоді вперше в історії своїй повели в рахунку. "Захисник просто встав і воротар — Я не знаю його імені — стояв так що я не мав жодних проблем — сказав згодом Грицюк
Після такого старту, Джим з ще більшим натхненням кидався в боротьбу в кожній грі. Але що далі, то гірше вдавалися ігри команді — сім перших ігор команда програла, та й нападникам було непереливки, більшість з них були з нижчих ліг й не могли зразу призвичаїтися до темпу гри та ігрової манери більшості клубів НХЛ. Та й давалася взнаки незіграність колективу. Після перших 30 ігор команда здобула була лише 3 перемоги — це був антирекорд ліги, керівництво й спонсори були розчаровані та їх нервозність перекинулася й до колективу. Джим вперше попав в таку ситуацію, йому було важко грати, як і всій їхній молодій й необстріляній команді. «Найгірші моменти виникали, коли ми застрягли в нашій зоні і не мігвикинути шайбу з нашої половини», зізнався Джим Грицюк після гри. «Вони мов коршуни літали помежи нас. Вони били нас. Вони надто м'язистіші за нас. Я ніколи не гадав, наскільки сильно деякі хлопці, які грають хокей в цій лізі». Під час однієї з сутичок Джим зазнав травми хребта, але заради команди продовжував грати, лише через декілька ігор це мало свої наслідки й лікарі відправили його поправляти своє здоров'я. Джимще не знав що то була остання 21 його гра в Національній хокейній лізі, він мав надію після Різдвяних свят повернутися в колектив відновивши свою форму. Але лікування затягнулося, а коли відчув, що знову готовий вийти на лід — йому на дорозі повстала ротація тренерського штабу в команді. На зміну Джиммі Андерсону 11 лютого 1975 року прийшов Ред Салліван з Пітсбурга (друг засновника команди). Ред чітко дав зрозуміти, що не потребує послуг Джимі, оскільки він прийшов до команди з частиною своїх гравців з Пітсбурга та інших клубів. Хоча й в Реда не заладилося, він пробув в команді всього 18 ігор й також пішов з колективу. Була ще надія у Грицюка на повернення до команди, але Мілт Шмідт взявши відповідальність на себе уже не бачив на той сезон місця в команді для Джимі-Петра. Тому Грицюку для підтримки форми прийшлося перебиратися в іншу команду й плекати надії на новий сезон.

### Остання столиця
Останньою зупинкою в хокейній кар'єрі Джима-Петра Грицюка стала столиця штату Вірджинія — місто Річмонд. На початку 1975 року Джимові до важкої фічичної травми додалася ще й моральна. Клуб, заради якого він знехтував багатьма пропозиціям, навіть відомих НХЛ-овських колективів — обміняв його до Річмонда — й знову повернув в АХЛ. Керівництво новачка й загального невдахи Національної хокейної ліги 70-х років «столичного колективу», не могло довго чекати на результат, й постійно тасувало колектив, з приходом інших тренерів чи менеджерів. Зрештою, для Грицюка потрібна була пауза, він її й отримав та використовував на свій лад, як і більшість тогочасних молодих спортовців. Хоча той сезон 1974-75 років був доволі важким та Джим все ж таки провів ще 7 ігор за цю команду (фарм-клуб «Філадельфія Флайєрс» та частково «Вашингтон Кепіталс») і набрав 7 очок.
Зате вже сезон 1975-76 років команда університетського міста «Річмонд Робінс» (Richmond Robins) розпочала дуже вдало (на відміну від усіх своїх 4 попередніх сезонів). Причиною цього стала значна кількість новачків команди, котрі в ній появилися, оскільки в свій перший НХЛовський сезон всі східноамериканські хокейні команди провалили, й на 1975-76 роки проводили в постійних ротаціях, підживлюючи новими кваліфікованими гравцями молодшу лігу — АХЛ. Перед початком сезону Джим ще мав надію повернутися до Вашингтону, але чергова ротація тренерів, котрі привели знову з собою більше як пів-команди — розвіяла його ілюзії, Джим навіть не поїхав на другі передсезонні збори, а залишився в Річмонді. Тоді за Річмонд зібралися відомі ще на той час: Террі Мюррей, Леррі Фуллан, Леррі Райт, Боб Сайрос, Боб Грип, Гарт Малярчук…, а вів їх тренер Ларрі Вілсон. Грицюк потроху починав набирати свою попередню форму, хоча й травма йому надокучала. «Університетська» команда в чергове потрапила до серії плей-офф, але цього разу їй таки вдалося перемогти в першому раунді у команди «Нью-Гейвен Найтгокс» (New Haven Nighthawks). Та зла посмішка долі — в другому раунді на них чекав постійний їхній обидчик «Герші Берс». Джимові прийшлося виходити на гру супроти своєї колишньої команди, він бився як міг, але сили були не рівними, оскільки «ведмеді» були, як відлагоджений роками механізм, тоді як «університетські» в основному індивідуальності з нереалізованими амбіціями, зібрані в молодому й недосвідченому колективі. «Шоколадні гокеїсти» перемогли й пройшли далі в фінал, а Джиму залишилися спогади про свій золотий, 1974 року, фінал.
Та неприємності на цьому не закінчилися, засновники клубу перестали цікавитися гокеєм, переключившись на баскетбол. Тому коли більшість гокеїстів відпочивало, їх наздогнала гірка новина — команда «Річмонд Робінс» припинила своє існування. По тому більше й не відомо нічого про хокеїста Джима-Петра Грицюка, котрий чи то від зневіри й глибокої моральної втоми, чи то від важкого фізичного виснаження та травми вирішив припинити свою спортивну кар'єру.

## Досягнення й трофеї
Джим-Петро Грицюк мов та комета ввірвався на хокейний небосхил, і так як та комета погас в променях хокейних юпітерів.
- 1970-71 роки — початки хокейної кар'єри в провінційній лізі.
- 1971-72 роки — перші ігри на всеканадському рівні.
- 1972-73 роки — перші ігри на всеамериканському рівні й зразу володар Кубка Джозефа Тернера (IHL — Міжнародна хокейна ліга) з командою «Форт-Вейн Кометс».
- 1973-74 роки — тріумфальна перемога в другій світовій лізі АХЛ (Американська хокейна ліга) — здобуття Кубка Колдера з «Герші Берс».
- 1974-75 роки — Перша гра в НХЛ (Національна хокейна ліга) і перша (історична) закинута шайба команди «Вашингтон Кепіталс» в цій лізі.
- 1975 рік — Джим-Петро[джерело?] Грицюк полишив хокейну кар'єру.

## Хокейна статистика
| Сезон   | Клуб                 | Ліга | Регулярна першість | Регулярна першість | Регулярна першість | Регулярна першість | Регулярна першість | Плей-оф | Плей-оф | Плей-оф | Плей-оф | Плей-оф |
| Сезон   | Клуб                 | Ліга | І                  | Г                  | П                  | О                  | ШХ                 | І       | Г       | П       | О       | ШХ      |
| ------- | -------------------- | ---- | ------------------ | ------------------ | ------------------ | ------------------ | ------------------ | ------- | ------- | ------- | ------- | ------- |
| 1970-71 | «Мус-Джо Плей-Морс»  | ССХЛ | ???                | --                 | --                 | --                 | --                 | --      | --      | --      | --      | --      |
| 1971-72 | «Реджайна Кепіталс»  | ХЛП  | ???                | 21                 | 39                 | 60                 | 36                 | --      | --      | --      | --      | --      |
| 1972-73 | «Форт-Вейн Кометс»   | МХЛ  | 25                 | 12                 | 11                 | 23                 | 35                 | 9       | 7       | 5       | 12      | 6       |
| 1972-73 | «Герші Берс»         | АХЛ  | 36                 | 3                  | 7                  | 10                 | 22                 | --      | --      | --      | --      | --      |
| 1973-74 | «Герші Берс»         | АХЛ  | 74                 | 26                 | 49                 | 75                 | 75                 | 14      | 3       | 11      | 14      | 28      |
| 1974-75 | «Вашингтон Кепіталс» | НХЛ  | 21                 | 5                  | 5                  | 10                 | 12                 | --      | --      | --      | --      | --      |
| 1974-75 | «Річмонд Робінс»     | АХЛ  | 7                  | 4                  | 3                  | 7                  | 2                  | --      | --      | --      | --      | --      |
| 1975-76 | «Річмонд Робінс»     | АХЛ  | 56                 | 6                  | 13                 | 19                 | 43                 | 8       | 3       | 1       | 4       | 0       |